# 勒普什尼切爾鄉
44°59′N 22°14′E / 44.983°N 22.233°E
勒普什尼切爾鄉（羅馬尼亞語：Comuna Lăpușnicel, Caraș-Severin），是羅馬尼亞的鄉份，位於該國西南部，由卡拉什-塞維林縣負責管轄，處於布加勒斯特以西300公里，每年平均降雨量1,134毫米，海拔高度571米，2007年人口900。